# Isla Juan Guillermos
Isla Juan Guillermos är en ö i Chile.   Den ligger i regionen Región de Magallanes y de la Antártica Chilena, i den södra delen av landet, 2 100 km söder om huvudstaden Santiago de Chile.
I omgivningarna runt Isla Juan Guillermos växer i huvudsak blandskog. Trakten runt Isla Juan Guillermos är nära nog obefolkad, med mindre än två invånare per kvadratkilometer.